# Cyrille De Vuyst
Cyrille (Cyriel) De Vuyst (Wichelen, 31 oktober 1914 – Serskamp, 28 februari 2000) was een Belgisch atleet, die gespecialiseerd was in de middellange afstand. Hij werd tweemaal Belgisch kampioen.

## Biografie
In 1935 werd De Vuyst voor het eerst Belgisch kampioen op de 1500 m. In 1946 volgde een tweede titel.
De Vuyst was aangesloten bij AC Aalst en werd na zijn actieve carrière trainer bij Vlierzele Sportief.

## Belgische kampioenschappen
| Onderdeel | Jaar       |
| --------- | ---------- |
| 1500 m    | 1935, 1946 |

## Persoonlijk record
| Onderdeel | Prestatie | Datum        | Plaats    |
| --------- | --------- | ------------ | --------- |
| 1500 m    | 3.56,6    | 28 juli 1946 | Beerschot |

## Palmares

### 1500 m
- 1935:  BK AC - 4.05,8
- 1946:  BK AC - 3.56,6